# M1 (route russe)
Pour les articles homonymes, voir M1.
La route fédérale M-1 « Biélorussie» (en russe: Федеральная автомобильная дорога М-1 «Беларусь», Federalnaya avtomobilnaya doroga M1 «Belaroussia»), appelée aussi « autoroute de la Biélorussie» ou « autoroute de Minsk» (en russe: Минское шоссе, Minskoye Shocce), est une route fédérale russe reliant Moscou à la frontière biélorusse. L'itinéraire, long de 456 kilomètres, permet de desservir les oblasts de Moscou et de Smolensk. La route est en partie aux normes autoroutières dans la périphérie de Moscou, où elle est à péage, et elle est en 2 x 2 voies sur quasi tout le reste du parcours. Elle fait partie de la route européenne 30 et de la route asiatique 6, deux axes majeurs de transport qui traversent la Russie.

## Présentation
Sa longueur est de 440 kilomètres.
Cette route, en partie de type autoroutier, dessert Odintsovo, Koubinka, Mojaïsk, Gagarine, Viazma,  Safonovo, Iartsevo et Smolensk.
Au-delà, la Magistrale M1 devient la Mahistrale М1 en Biélorussie.
Ce tronçon de la E101 rejoint la route européenne E30 qui relie Minsk à Brest puis Varsovie en Pologne.